# محافظة كوانغ ننه
محافظة كوانغ ننه  (بالفيتنامية: Quảng Ninh) هي إحدى محافظات فيتنام. وتقع في شمال شرق.

## روابط إضافية
- Halong Bay pictures, tourists attraction, boat fleet and tours information